# Campionati del mondo di ciclismo su pista 2022 - Inseguimento a squadre maschile
La gara di inseguimento a squadre maschile ai Campionati del mondo di ciclismo su pista 2022 si è svolta il 12 e il 13 ottobre 2022. Vi hanno gareggiato in totale 16 squadre da altrettante nazioni.

## Podio
| Pos.    | Squadra       | Atleti                                                                   |
| ------- | ------------- | ------------------------------------------------------------------------ |
| Oro     | Gran Bretagna | Ethan Hayter Oliver Wood Ethan Vernon Daniel Bigham                      |
| Argento | Italia        | Simone Consonni Filippo Ganna Francesco Lamon Jonathan Milan Manlio Moro |
| Bronzo  | Danimarca     | Tobias Hansen Carl-Frederik Bévort Lasse Norman Hansen Rasmus Pedersen   |

## Risultati

### Qualificazioni[3]
I migliori 8 tempi si qualificano per il primo turno. Tra questi, i primi 4 rimangono nella lotta per l'oro, mentre i restanti 4 per il bronzo.
| Posizione | Nazione       | Atleti                                                                 | Tempo    | Gap     | Note |
| --------- | ------------- | ---------------------------------------------------------------------- | -------- | ------- | ---- |
| 1         | Gran Bretagna | Ethan Hayter Oliver Wood Ethan Vernon Daniel Bigham                    | 3:48.092 |         | Q    |
| 2         | Italia        | Filippo Ganna Francesco Lamon Jonathan Milan Manlio Moro               | 3:48.243 | +0.151  | Q    |
| 3         | Francia       | Valentin Tabellion Thomas Denis Corentin Ermenault Quentin Lafargue    | 3:48.845 | +0.753  | Q    |
| 4         | Nuova Zelanda | Aaron Gate Tom Sexton Nick Kergozou Campbell Stewart                   | 3:49.498 | +1.406  | Q    |
| 5         | Danimarca     | Tobias Hansen Carl-Frederik Bévort Lasse Norman Hansen Rasmus Pedersen | 3:49.639 | +1.547  | q    |
| 6         | Australia     | Conor Leahy Kelland O'Brien Joshua Duffy Sam Welsford                  | 3:50.344 | +2.252  | q    |
| 7         | Germania      | Theo Reinhardt Tobias Buck-Gramcko Nicolas Heinrich Leon Rohde         | 3:52.332 | +4.240  | q    |
| 8         | Belgio        | Tuur Dens Thibaut Bernard Gianluca Pollefliet Noah Vandenbranden       | 3:52.480 | +4.388  | q    |
| 9         | Giappone      | Shunsuke Imamura Kazushige Kuboki Naoki Kojima Shoi Matsuda            | 3:53.494 | +5.402  |      |
| 10        | Svizzera      | Claudio Imhof Simon Vitzthum Valère Thiébaud Alex Vogel                | 3:53.532 | +5.440  |      |
| 11        | Canada        | Dylan Bibic Mathias Guillemette Carson Mattern Sean Richardson         | 3:53.739 | +5.647  |      |
| 12        | Polonia       | Alan Banaszek Kacper Majewski Bartosz Rudyk Szymon Sajnok              | 3:56.370 | +8.278  |      |
| 13        | Cina          | Li Boan Sun Haijiao Yang Yang Zhang Haiao                              | 3:57.565 | +9.473  |      |
| 14        | Stati Uniti   | David Domonoske Anders Johnson Grant Koontz Brendan Rhim               | 4:01.660 | +13.568 |      |
| 15        | Spagna        | Erik Martorell Joan Bennassar Alberto Pérez Díaz Jaime Romero          | 4:04.753 | +16.661 |      |
| 16        | Uzbekistan    | Dmitriy Bocharov Edem Eminov Danil Evdokimov Aleksey Fomovskiy         | 4:13.067 | +24.975 |      |

### Primo round[4]
Le batterie del primo turno saranno disputate come segue:
Batteria 1: 6° vs 7° nelle qualificazioni
Batteria 2: 5° vs 8° nelle qualificazioni
Batteria 3: 2° vs 3° nelle qualificazioni
Batteria 4: 1° vs 4° nelle qualificazioni
Le vincenti della terza e quarta batteria disputeranno la finale per la medaglia d'oro. Le restanti 6 saranno classificate per i tempi ottenuti, e le migliori 2 disputeranno la finale per la medaglia di bronzo.
| Batteria | Posizione | Nazione       | Atleti                                                                 | Tempo    | Gap    | Note |
| -------- | --------- | ------------- | ---------------------------------------------------------------------- | -------- | ------ | ---- |
| 1        | 1         | Australia     | Conor Leahy Kelland O'Brien Sam Welsford James Moriarty                | 3:48.773 |        | QB   |
| 1        | 2         | Germania      | Theo Reinhardt Tobias Buck-Gramcko Nicolas Heinrich Leon Rohde         | 3:52.057 | +3.284 |      |
| 2        | 1         | Danimarca     | Tobias Hansen Carl-Frederik Bévort Lasse Norman Hansen Rasmus Pedersen | 3:46.754 |        | QB   |
| 2        | 2         | Belgio        | Tuur Dens Thibaut Bernard Gianluca Pollefliet Noah Vandenbranden       | 3:53.242 | +6.488 |      |
| 3        | 1         | Italia        | Filippo Ganna Francesco Lamon Jonathan Milan Manlio Moro               | 3:47.203 |        | QG   |
| 3        | 2         | Francia       | Benjamin Thomas Valentin Tabellion Corentin Ermenault Quentin Lafargue | 3:50.681 | +3.478 |      |
| 4        | 1         | Gran Bretagna | Ethan Hayter Oliver Wood Ethan Vernon Daniel Bigham                    | 3:47.057 |        | QG   |
| 4        | 2         | Nuova Zelanda | Aaron Gate Tom Sexton Nick Kergozou Campbell Stewart                   | 3:48.920 | +1.863 |      |

### Finali[5]
| Posizione            | Nazione          | Atleti                                                                 | Tempo            | Gap              | Note             |
| Finale per l'oro     | Finale per l'oro | Finale per l'oro                                                       | Finale per l'oro | Finale per l'oro | Finale per l'oro |
| -------------------- | ---------------- | ---------------------------------------------------------------------- | ---------------- | ---------------- | ---------------- |
| 1                    | Gran Bretagna    | Ethan Hayter Oliver Wood Ethan Vernon Daniel Bigham                    | 3:45.829         |                  |                  |
| 2                    | Italia           | Simone Consonni Filippo Ganna Jonathan Milan Manlio Moro               | 3:46.033         | +0.204           |                  |
| Finale per il bronzo |                  |                                                                        |                  |                  |                  |
| 3                    | Danimarca        | Tobias Hansen Carl-Frederik Bévort Lasse Norman Hansen Rasmus Pedersen | 3:46.721         |                  |                  |
| 4                    | Australia        | Conor Leahy Kelland O'Brien Sam Welsford James Moriarty                | 3:48.127         | +1.406           |                  |